# Wolfsbach (Niederaichbach)
Wolfsbach ist ein Gemeindeteil der Gemeinde Niederaichbach im niederbayerischen Landkreis Landshut. Bis 1971 bildete es eine selbstständige Gemeinde.

## Lage
Das Kirchdorf Wolfsbach liegt am gleichnamigen Bach etwa drei Kilometer südwestlich von Niederaichbach.

## Geschichte
In einem 1906 abgetragenen Grabhügel fand sich ein Armreif aus der Hallstattzeit, der auf die frühe Besiedelung der Gegend verweist. In Wolichspach war in alter Zeit ein Hof im Besitz des Herzogs. Im Konskriptionsjahr 1752 bestand Wolfsbach aus 25 Anwesen und gehörte zur Obmannschaft Frauenberg sowie zum Amt Adlkofen.
Die Gemeinde Wolfsbach ging aus dem gleichnamigen Steuerdistrikt hervor. Sie gehörte zum Bezirksamt und Landkreis Landshut. Im Zuge der Gebietsreform wurde sie am 1. Juli 1971 größtenteils in die Gemeinde Niederaichbach eingegliedert, die Ortsteile Pöffelkofen und Zaitzkofen kamen zur Gemeinde Frauenberg und nach deren Auflösung schließlich zu Adlkofen.

## Sehenswürdigkeiten
- Filialkirche St. Nikolaus. Der barocke Bau stammt aus dem frühen 18. Jahrhundert. 1835 erhielt er die jetzige Turmspitze. Die Altäre entstanden im 18. Jahrhundert, seitlich an der Wand befindet sich eine spätgotische bemalte Holzfigur des hl. Leonhard um 1500.

## Vereine
- Freiwillige Feuerwehr Wolfsbach. Sie wurde 1885 gegründet.